# Társila Córdoba Belda
Társila Córdoba Belda (Sollana, 8 de maio de 1861 — Algemesí, 17 de outubro de 1936) foi uma mártir católica, morta durante a Guerra Civil Espanhola. Após a tragédia pessoal da morte de seu esposo e de seus três filhos, participou ativamente da vida eclesiástica. Foi beatificada pelo Papa João Paulo II em 11 de março de 2001. Sua festa é celebrada em 22 de setembro (mas há uma festa particular celebrada em 17 de outubro).